# رومانو آلبانی
رومانو آلبانی (انگلیسی: Romano Albani؛ ۲۵ سپتامبر ۱۹۴۵ – ۲۱ مه ۲۰۱۴) یک فیلم‌بردار اهل ایتالیا بود. 

## فیلم‌شناسی
- ترول
- پدیده
- تعطیلات در رم
- شلوار آبی
- دانونزیو
- چونان سگ‌های هار